# Література Київської Русі

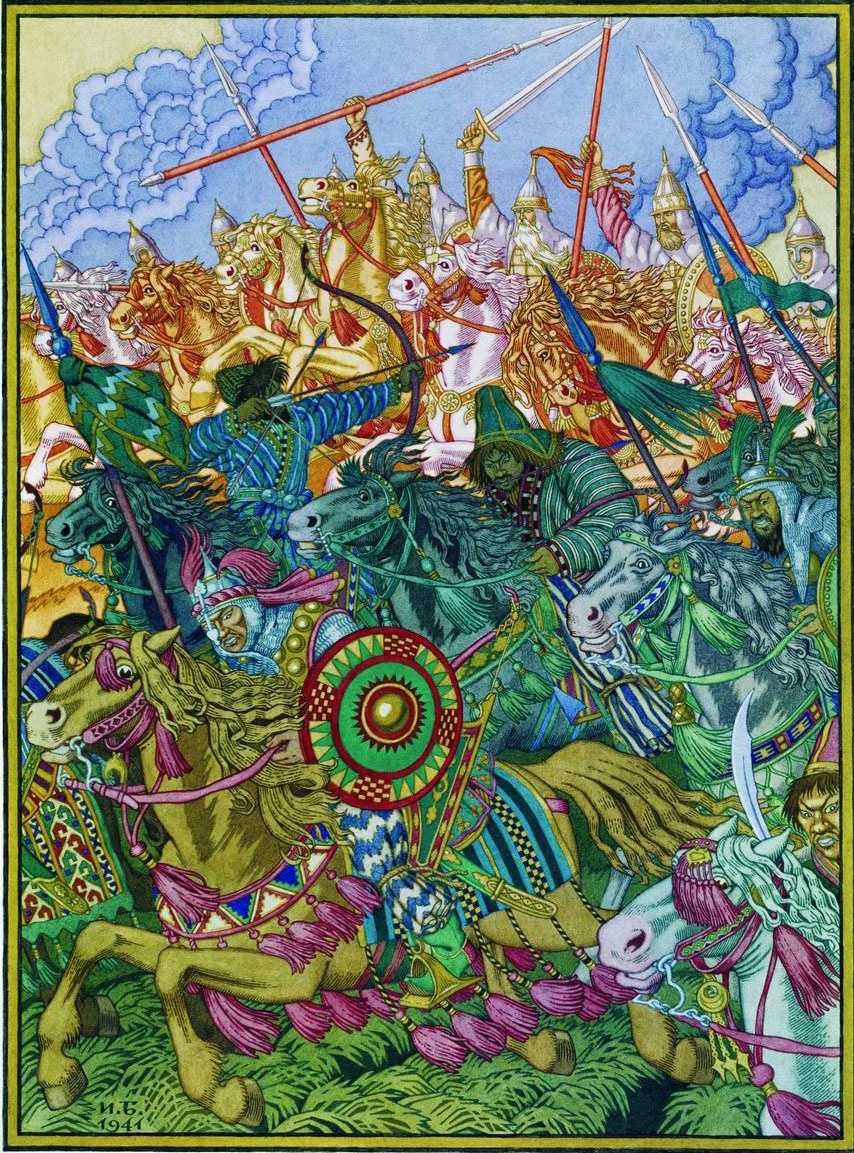
Ілюстрація Івана Білібіна до «Слова про полк Ігорів».

Поява кирилиці і писемності в Русі-Україні було тісно пов'язано з хрещенням Володимира Великого і всієї країни під його правлінням. Є відомості, що писемність була відома на Русі й раніше, але тільки після 988 року вона поширилася . З цього моменту в Русі розвивається література, пов’язана насамперед з Церквою.
Значну частину літературного доробку Русі становлять церковнослов'янські переклади фрагментів Біблії, літургійних і агіографічних текстів та проповідей. З XI століття на Русі були помітні й оригінальні твори, які складаються з проповідей і житій святих, літописи (хроніки), народна література (багаторіччя і пісні). Найважливішою пам'яткою літератури Русі є «Слово о полку Ігоревім», але його правдивість викликає суперечки серед дослідників.

## Перекладацька література

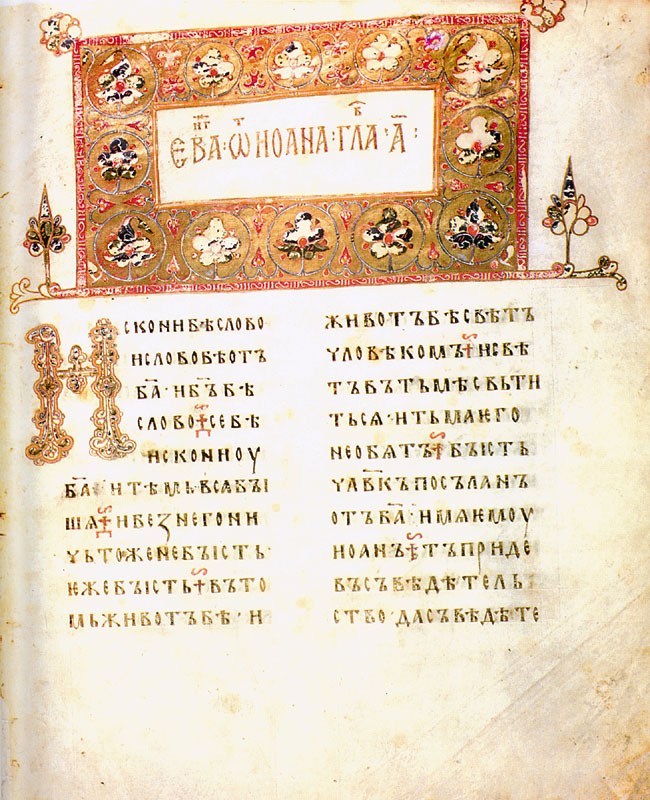
Сторінка з Остромирового Євангелія

У перші роки після хрещення Русі (988 р.) в країні склалася писемність практичного утилітарна література, пов'язана з Церквою. Тексти широкого релігійного характеру були перенесені на руські землі духовенством з південнослов'янських земель або греками, використовуючи переклади з грецької на церковнослов'янську, створені століттям раніше в Болгарії   .
На Русі були відомі часткові переклади Біблії : Євангеліє (як у повному вигляді, так і у вигляді збірок фрагментів, необхідних для відправлення Святої Літургії). Найдавнішими кодексами, що містять повний текст чотирьох Євангелій, є Архангельське Євангеліє 1092 року та Галицьке Євангеліє 1144 року. Остромирове Євангеліє, датоване 1056-1057 роками, було книгою, адаптованою для літургійних потреб . На Русі Діяння Апостолів і послання апостолів були відомі також під загальною назвою Апостола. Кодекси з їх повним текстом діяли не пізніше XIII ст., а скорочені — на століття раніше . З книг Старого Завіту найбільше поширення набув Псалтир, який використовувався не тільки в богослужебній практиці, а й зберігався вдома, використовувався як магічна книга або для звичайного читання. Збереглися примірники Книги Псалмів XI століття  (напр. Новгородський кодекс). Окрему групу релігійних книг, що функціонували на Русі, становили збірки молитов і вказівок до відправлення богослужінь — служителів, часословів, требників, міней  (напр. Супрасльський кодекс).
Апокрифи - історія Соломона і Китовраса, перекладена з грецької, а також Хождієнія Богородиці по муках, створені на Русі, але навіяні візантійськими мотивами, і легенда про прибуття апостола Андрія на місце, де пізніше був заснований Київ, користувався значною популярністю . З візантійської літератури на Русь також перейшла агіографія - церковнослов'янською мовою були перекладені найвідоміші житія ранньохристиянських святих, як-от "Житіє Антонія Великого " та " Житіє чоловіка Божого Олексія", а також найважливіші патерики - Синайський, єгипетський і римський . Крім житій святих перекладалися й присвячені їм гімни .
Значне місце в перекладній літературі займала проповідь. У Русі існували збірки гомілій Іоанна Златоуста (церковнослов'янський переклад створено в Болгарії в X ст.), Єфрем Сирін, Григорій Назіанзін, Василій Великий, Кирило Єрусалимський, Афанасій Великий . Переклади деяких історичних текстів також дійшли до Русі: в XI столітті була перекладена «Історія єврейської війни» Йосипа Флавія (у Русі вона функціонувала як «Повість про зруйнування Єрусалиму»), а на межі XI й XII ст. Александреїда .
Окремий характер мали збірки сентенцій і афоризмів чи послань на різні теми. У перекладі з грецької «Бджола  являла собою збірку тематично згрупованих прислів’їв, біблійних цитат, уривків творів античних авторів і народних прислів’їв, відібраних укладачем оригіналу. Фізіолог, з іншого боку, являв собою набір відомостей про світ природи, включаючи серію описів тварин, у тому числі фантастичних.
З суто світських творів особливе місце в русинській культурі займає «Повість про премудрого Акіра», текст ассирійського походження, розповідь про мудрого радника одного з місцевих правителів, та «Історія Дігеніса» — історія ідеалу. лицар, який захищав Римську імперію від сарацинів.

## Оригінальна література Русі

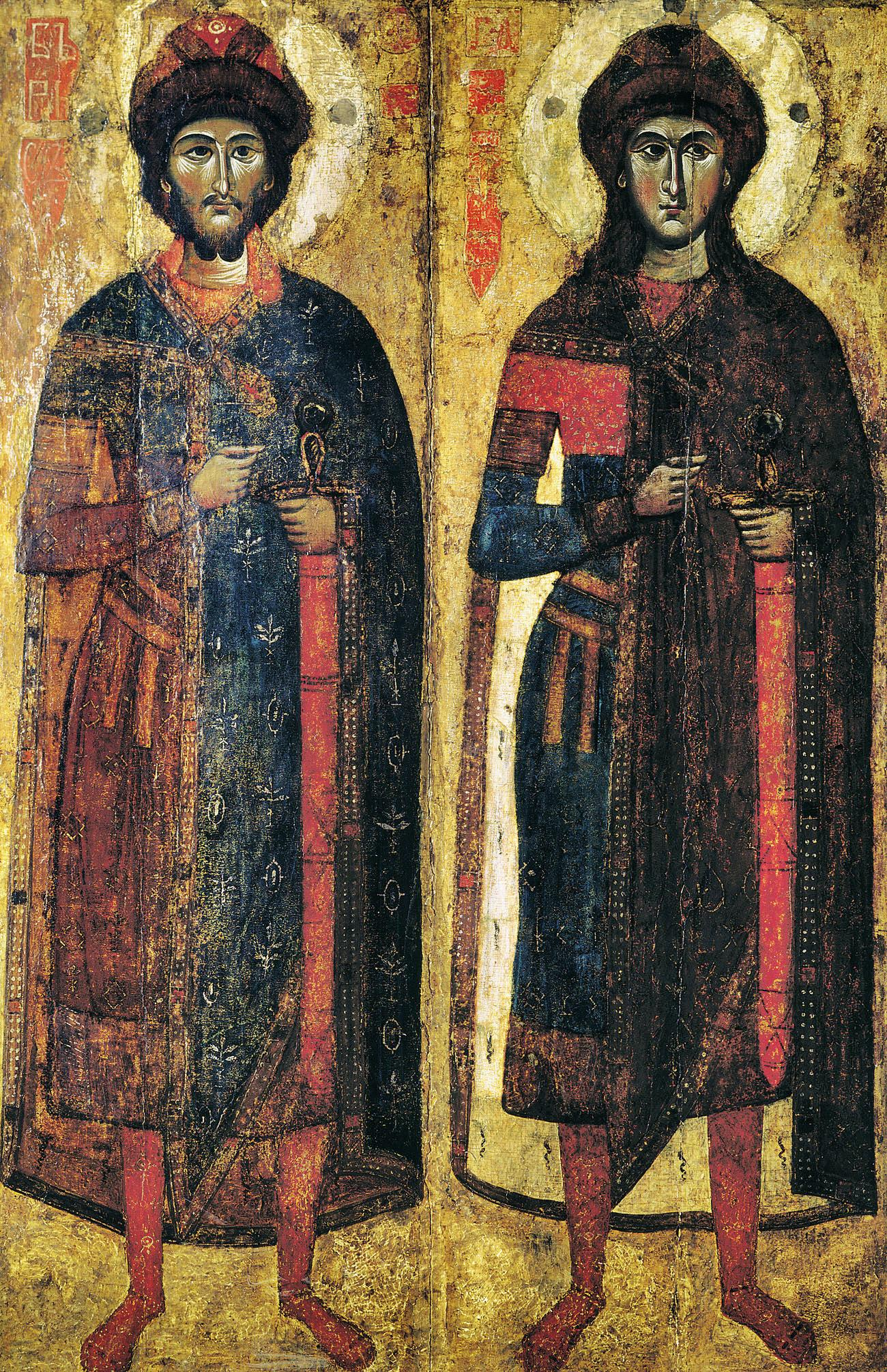
Ікона святих князів Бориса і Гліба

Твори, створені в Русі-Україні, стосувалися переважно Церкви та ідеології держави.
Особливе значення в літературі Русі мають оригінальні проповіді, написані та виголошені місцевими церковними ієрархами. Проповіді, написані на Русині, можна розділити на дві групи: прості тексти з сильно підкресленою дидактичною метою, нескладні в формальному відношенні та формально розгорнуті й розгорнуті гомілії. Перший тип представлений проповідями Теодозюша Пєчерського та Лукаша Жидяти, єпископа Новогрудського, другий – проповідями київських митрополитів Іларіона («Слово про Закон і Благодать») і Клеменса Смолатича та Кирила, єпископа Турівського (« Проповідь на Томашева неділя).

Крім житій святих, перекладених з грецької, на Русі почала розвиватися вітчизняна агіографічна література, прикладом якої є анонімне житіє Бориса і Гліба кінця XI ст  Найпізніше в XII столітті було написано «Житіє Теодозюша Пєчерського», а в XIII столітті — збірка житій монахів, пов’язаних з Києво-Печерським монастирем — Патерик Кійовсько-Печерський  .
Одночасно з оригінальними текстами на Русі діяли компіляції руських і візантійських житій  .
У менших масштабах жанр подорожньої повісті (chozhdienije) був представлений в русинській літературі. Найдавнішим артефактом цього виду є Паломництво Ігумена одного з руських монастирів Даниїла – опис його перебування в Палестині з XII століття 
Характерним різновидом руської літератури були хроніки (літописи), з яких найважливішим є «Повість временних літ»  (роман ). Хоча їх авторами були, як правило, ченці, ці тексти мають скоріше історичний, ніж релігійний характер; вони яскраво показують найважливіші політичні проблеми Русі, подають багато деталей, реалістично відображають описані події .

Особливе місце в літературі Русі посідає «Слово о полку Ігоревім», оригінальність і фактичний час створення якого дотепер викликає суперечки  . Тема твору — невдалий похід князя Ігоря Святославовича проти половців, у творі зображено хід вирішальної битви, реакцію великого князя на звістку про поразку, розпач дружини Ігоря і, нарешті, назву втеча персонажа з полону і повернення до свого князівства. Автор тексту невідомий .

## Усна словесність і фольклор

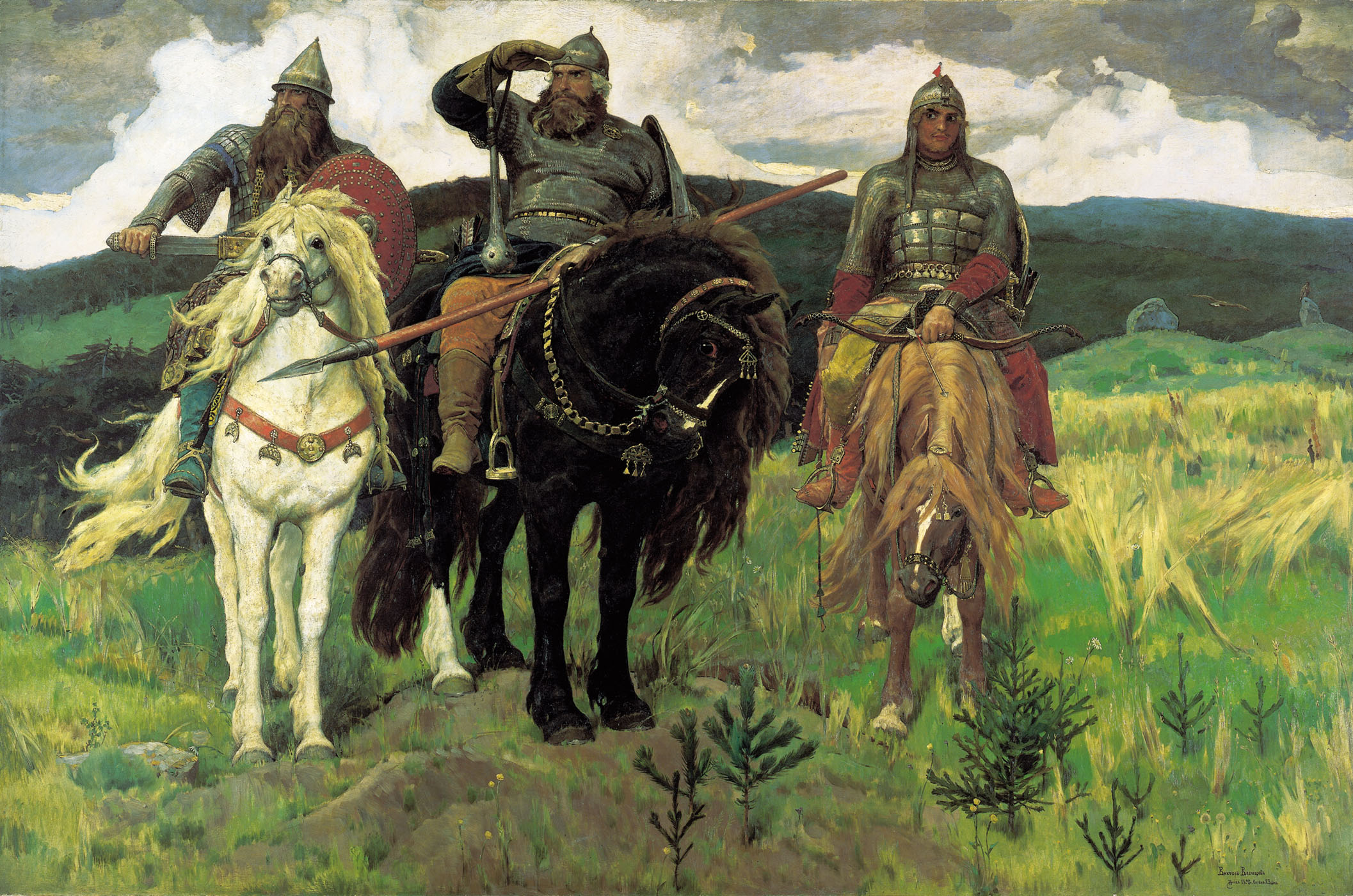
На картині Віктора Васнєцова «Сильні» зображено трьох найпопулярніших героїв київських багаторічників – Іллю Муромця, Добриню Нікітича та Альошу Поповича.

Окреме місце в літературному доробку Русі посідає народна, усна творчість, значна частина якої, так і не записана, не збереглася . Фольклор Русі виявився в піснях, пов'язаних з шлюбом, смертю та похоронами. Епічні багаторіччя, порівнюючи з творами Гомера, а в слов’янському контексті з епічними сербськими піснями, описують пригоди «богачів» — могутніх воїнів, що захищають Русь. Найдавніші багаторічники повторюють мотиви дохристиянської слов'янської міфології і поєднують героїв із силами природи. Молодші багаторічники (відомо близько 400 таких творів) витримані в більш реалістичному дусі, як правило, описують вчинки членів команди Влодзімєжа Великого, які боролися проти хозар і половців . Найважливіші персонажі багаторічників, які регулярно з'являються в цьому типі робіт, це Ілля Муромєць, Добриня Нікітич і Альоша Попович .

## Подивіться
- Історія української літератури

## Виноски
1. 1 2  Zarys literatury ukraińskiej. Podręcznik informacyjny Bohdana Łepskiego, 2014, ISBN 978-83-908538-7-1.
2. 1 2 3 4 5 6 7 8  Historia Rosji. Kraków: Wydawnictwo Uniwersytetu Jagiellońskiego. с. 56—59. ISBN 978-83-233-2615-1.
3. 1 2 3 4 5 6 7 8 9 10 11  Literatura rosyjska w zarysie. Т. I. Warszawa: Państwowe Wydawnictwo Naukowe. с. 15—21. ISBN 8301067586.
4. ↑  Mokry W., Od Iłariona do Skoworody. Antologia poezji ukraińskiej XI–XVIII w., Kraków: Universitas, 1996, ISBN 83-7052-422-2
5. ↑  Literatura rosyjska w zarysie. Т. I. Warszawa: Państwowe Wydawnictwo Naukowe. с. 22—24. ISBN 8301067586.
6. ↑  Literatura rosyjska w zarysie. Т. I. Warszawa: Państwowe Wydawnictwo Naukowe. с. 25. ISBN 8301067586.
7. ↑  Literatura rosyjska w zarysie. Т. I. Warszawa: Państwowe Wydawnictwo Naukowe. с. 26—27. ISBN 8301067586.
8. ↑  Zarys literatury ukraińskiej. Podręcznik informacyjny Bohdana Łepskiego, 2014, ISBN 978-83-908538-7-1.s.118-120.
9. ↑  Historia Ukrainy do 1795 roku. Warszawa: Wydawnictwo Naukowe PWN. с. 78. ISBN 9788301167639.
10. ↑  Literatura rosyjska w zarysie. Т. I. Warszawa: Państwowe Wydawnictwo Naukowe. с. 27. ISBN 8301067586.
11. ↑  Literatura rosyjska w zarysie. Т. I. Warszawa: Państwowe Wydawnictwo Naukowe. с. 28—29. ISBN 8301067586.
12. ↑  Literatura rosyjska w zarysie. Т. I. Warszawa: Państwowe Wydawnictwo Naukowe. с. 34—37. ISBN 8301067586.
13. ↑  Historia Ukrainy do 1795 roku. Warszawa: Wydawnictwo Naukowe PWN. с. 80. ISBN 9788301167639.